# Le Nuage de l'inconnaissance
 (avril 2023).
Si vous disposez d'ouvrages ou d'articles de référence ou si vous connaissez des sites web de qualité traitant du thème abordé ici, merci de compléter l'article en donnant les références utiles à sa vérifiabilité et en les liant à la section « Notes et références ».
Le Nuage de l'inconnaissance (moyen anglais : The Cloude of Unknowyng) est un écrit anonyme en moyen anglais de la fin du XIVe siècle. Ce texte compte parmi les écrits mystiques anglais les plus influents, avec ceux contemporains de Julienne de Norwich, de Walter Hilton et de Richard Rolle.
Le Nuage a été écrit comme un guide de la vie contemplative qui y est présentée comme à la fois désirable et périlleuse. De l'avis de son auteur, cet écrit ne doit pas être lu par ceux qui n'ont pas encore l'expérience de vie contemplative, car personne ne peut comprendre de quoi il s'agit sans en avoir déjà fait l'expérience. Le livre comporte soixante-quinze chapitres brefs, précédés d'une prière, d'un prologue et d'une table des matières.
L'un des passages le plus commentés de ce traité est celui dans lequel il est fait l'éloge de Marthe, en référence au texte de l'évangile sur Marthe et Marie. Dans un contexte de polémique entre contemplatifs et actifs, l'auteur du Nuage incite à avoir une vie contemplative à l'image de celle de Marie, mais il défend Marthe, considérant que dans l'évangile, si elle critique l'attitude de Marie, c'est parce qu'elle ne connaît pas l'expérience de celle-ci (chapitre 17 et suivants).
Le Nuage reflète l'opposition de la mystique à la théologie spéculative ou scolastique dans un contexte intellectuel largement dominé par cette dernière. Ce trait n'est pas propre au Nuage car il caractérise l'ensemble des écrits « mystiques » qui, depuis le XIIe siècle, se situent dans le sillage de la Théologie mystique du pseudo-Denys, en réaction à l'invasion de la pensée théologique chrétienne par la métaphysique aristotélicienne. Cette opposition à la théologie scolastique peut être vue comme la défense d'une démarche intellectuelle ou d'un genre de philosophie contre un autre, tandis que la théologie mystique à laquelle elle ressortit peut être qualifiée de spéculative tout autant que la théologie scolastique. Néanmoins, cette théologie mystique est aujourd'hui souvent perçue comme relevant d'une position foncièrement « anti-intellectuelle ».
Les publications récentes sur Le Nuage d'inconnaissance relèvent principalement de deux champs d'études parfois perçus comme complémentaires, parfois comme indépendants ou opposés. Le Nuage est d'une part un texte important de l'histoire de la mystique chrétienne en Occident. À ce titre, sa lecture requiert de le situer dans le contexte historique, philosophique et théologique chrétien dont il procède. D'autre part, le Nuage présente un intérêt notable dans le champ des études de mystique comparée, notamment dans la comparaison avec le bouddhisme zen. Dans cette perspective, c'est la dimension universelle de l'expérience spirituelle dont il traite qui est mise en relief, plus que son insertion dans une tradition religieuse particulière.

## L'auteur
L'auteur du Nuage a voulu que son texte reste anonyme et son anonymat a été respecté de ses contemporains. Il existe aujourd'hui différentes hypothèses sur son identité, mais aucune ne fait l'unanimité. Le texte permet de savoir que son auteur a reçu une formation théologique, qu'il récitait l'office divin et menait une vie solitaire. Il pourrait s'agir d'un moine, vraisemblablement un chartreux, ou bien d'un prêtre d'une paroisse de campagne, ou - hypothèse peu probable - d'un anachorète non-chartreux menant d'une façon ou d'une autre une vie solitaire dans laquelle il s'adonnait à une vie de prière et se souciait de la direction spirituelle d'autres personnes.
Pour James Walsh, « toute la teneur du Cloud nous incite à penser que son auteur était cartusien. » Alain Sainte-Marie estime pour sa part que, s'il existe une indéniable parenté et influence de la spiritualité cartusienne sur celle de l'auteur du Nuage, rien ne permet de conclure qu'il était effectivement cartusien. Le Nuage de l'inconnaissance a été traduit en latin par le chartreux Richard Methley, sans doute à la demande de son ordre, ce qui renforce l'hypothèse du père Walsh.

### Éditions critiques
- (en) The Cloud of Unknowing and the Book of Privy Counselling, éd. par Phillys Hodgson, EETS (218), Londres : Oxford University Press, 1944.
- (en) Deonise Hid Divinite and Other Treatises on Contemplative Prayer related to ‘The Cloud of Unknowing’, éd. par Phillys Hodgson, EETS (231), Londres : Oxford University Press, 1955.
- (en) The Cloud of Unknowing and Related Treatises, éd. par Phillys Hodgson, Institut Für Anglistik un Amerikanistik, Salzburg : Universität Salzburg, Salzbourg, 1982.

### Éditions historiques
- (en + la) Henry Pepwell, édition in quarto contenant le Benjamin, la Lettre sur la prière, la Lettre sur le discernement des élans intérieurs, le Traité sur le discernement des esprits, Londres : 1521.
- (en) The Divine Cloud, Henry Collin, éd., with notes and a preface by Augustine Baker, London: Thomas Richardson & Sons/New York: Henry H. Richardson, 1871.
- (en + la) The Latin Versions of “The Cloud of Unknowing”, Vol. 1,
- (la) Nubes Ignorandi, Ms. Bodley 856, John Clark, ed., « Analecta Cartusiana » 119 : 1, 1989 ; Vol. 2,
- (en) The English text of “The Cloud of Unknowing”, Ms British Library, Harley 959, John Clark, ed., « Analecta Cartusiana » 119 : 2, 1989 ; Vol. 3,
- (la) Richard Methley : Diuina Caligo Ignorancie, Ms 221 Pembroke College, Cambridge, James Hogg, ed., « Analecta Cartusiana » 119 : 3, 1995.

### Autres éditions en moyen-anglais
- Þe Stude of Wisdam, d’après Ms Harl. 1022, fol. 74, C. Horstmann, ed., Yorkshire Writers : Richard Rolle of Hampole and his Followers, vol. 1, London : Swan Sonnenschein & Co/New York: Macmillan & Co, 1895, réimp. Woodbridge, Suffolk : D. S. Brewer, 1976, nouvelle édition avec une nouvelle préface d’Anne Clark Bartlett, 1999.
- The Cloud of Unknowing, éd. par Patrick J. Gallacher, The Consortium for the Teaching of the Middle Ages, Kalamazoo: Western Michigan University, 1997.

### Transcriptions littérales
- The Cloud of Unknowing, éd. et introduction par Evelyn Underhill, John M. Watkins, Londres : 1912, 1934 (a fait l’objet de nombreuses rééditions depuis).
- The Cloud of Unknowing and Other Treatises, by a Fourteenth-Century English Mystic, éd. Justin McCann, avec un commentaire d’Augustine Baker, Londres : Burns & Oates, 6e édition, 1960.
- The Cloud of Unknowing, reprintroduction, translation by Evelyn Underhill, introduction by Laurence Freeman, London : Harper Collins, 1997.

### Traductions en anglais moderne
- The Cell of Self-Knowledge, J. E. G. Gardner, ed., version modernisée de l’édition de Pepwell de 1521), London: 1910.
- The Cloud of Unknowing, commentaire introductif et trad. par Ira Progoff, New York : Delta Books, 1957.
- The Cloud of Unknowing and Other Works, trans. and introduction by Clifton Wolters, Harmondsworth : Penguin Books, 1961, 1978.
- The Cloud of Unknowing, ed. and trans. by James Walsh, S. J., preface by Simon Tugwell, O. P., « The Classics of Western Spirituality », Mahwah/New York : The Paulist Press, 1981.
- A Study of Wisdom : Three Tracts by the Author of the Cloud of Unknowing, traduit par Clifton Wolters, Oxford : Fairacres Publications, 1980, réimprimé en 1985.
- The Cloud of Unknowing and the Letter of Private Direction, éd. et introduction par Robert Way, Wheathampstead: Anhony Clark, 1986.
- The Pursuit of Wisdom and other works, by the author of The Cloud of Unknowing, ed. And trans. by James Walsh, S. J., preface by Geaorge A. Maloney, S. J., « The Classics of Western Spirituality », Mahwah/New York : The Paulist Press, 1988.
- The Cloud of Unknowing, traduit par William Johnston, New York : Bantam Double Day Dell Publishing, 1973, réédité en 2000.
- The Cloud of Unknowing and Other Works, traduit par A. C. Spearing, Harmondsworth : Penguin Books, 2001.

### Documents sonores
- The Cloud of Unknowing, read by Alan Jones from James Walsh’s translation for the Paulist Press, 2 cassettes, 14 of 75 chapters omitted, Berkeley, CA : Audio Literature, 1988.
- Clouds of Unknowing, Clouds of Forgetting, by John Luther Adams, performed by the Appolo Chamber Orchestra, directed by Joann Falletta, New World Records, 1997.

### Traductions en français
- Le Nuage de l'inconnaissance et les épîtres qui s'y rattachent, trad. M. Noetinger, Tours, 1924 ; Solesmes, 1925, 1977. Repris sous le titre : Le Nuage de l'inconnaissance. Une mystique pour notre temps, (trad. M. Noetinger, Solesmes, 1925), présentation et commentaires de Bernard Durel, Paris, Albin Michel, coll. « Spiritualités Vivantes », 2009.  (ISBN 978-2226183149)
- Le Nuage d’inconnaissance, trad. Armel Guerne, 1re éd. Cahiers du Sud, 1953 ; rééd. Paris, Seuil, coll. « Points Sagesse », 1977 et 1998.  (ISBN 978-2020047517)
- Mystiques anglais, introduction et choix de textes par Paul Renaudin, Paris, Aubier, 1954 (contient des morceaux choisis du Nuage).
- La Quête de la Sagesse, six traités par l’auteur du Nuage de l’inconnaissance, présentation, traduction et notes par Alain Sainte-Marie, Paris, Éditions du Seuil, 2004.
- Anonyme anglais du XIVe siècle, Le Nuage de l'inconnaissance, traduction et introduction par Alain Sainte-Marie, Paris, Cerf, coll. « Sagesse chrétienne », 2009.  (ISBN 978-2204073479)

### Traductions en d’autres langues
- (de) Die Wolke des Nichtwissens, trad. Elizabeth Strakosch, Einsiedeln : Johannes Verlag, 1958.
- (de) Die Wolke des Nichtwissens, trad. et introduction par Wolfgang Riehle, Einsiedeln, Freiburg im Brsg. : Johannes Verlag 1999.
- (ja) The Cloud of Unknowing, trad. En japonais par Heihachiro Okuda, Tokyo: Gendaischicho-sha, 1977.
- (nl) De Wolk van Niet-Weten, trad. André Zegveld, Amsterdam : Uitgeverij Karnak, 1995.
- (it) La Nube della Non-Conoscenza e gli altri scritti, trad. Par Giuseppe Brivio, introduction et notes par Antonio Gentili, Milan : Ancora, 1997.
- (es) La Nube del No Saber, introduction, trad. et notes Maite Solana et Albert Freixa, Barcelona : Herder, 1999 (contient en fin de volume une transcription littérale de l’original).

### Études et commentaires sur l’auteur duNuage de l’Inconnaissance
- Jean-Robert Armogathe, « Nuage d’inconnaissance », dans Encyclopædia Universalis en ligne.
- (en) Baker, Augustine, Seceretum Sive Mysticum Being an Epxosition or Certain Notes Upon a Book Called the Cloud, in The Cloud of Unknowing and Othere Treatises, ed. by Justin McCann, London : Burns & Oates, 1924, reprint 1960. Secretum, ed. and introduction by John Clark, Salzburg : Institut Für Anglistik und Amerikanistik, 1997 (réimpression en 2004).
- Ball, Robert Edward, The Law and the Cloud of Unknowing, Stockwell, Devon, 1976.
- (en) Caldwell, Ellen, « The Rhetocics of Enthusiasm and of Restraint in The Form of Living and The Cloud of Unknowing », Mystics Quarterly, V 10, n° 1, The University of Iowa, March 1984, pp. 9–15.
- (en) Chartrand-Burke, Tony, « Against the Proud Scholars of the Devil: Anti-intellectual Rhetoric in ‘The Cloud of Unknowing’, Mystics Quarterly, V 23, n° 3, September 1997, pp. 115–36.
- (en) Clark, P. H., The Cloud of Unknowing, An Introduction, 3 vol., Institut Für Anglistik und Amerikanistik, Salzburg : Universität Salzburg, 1995-1996. « The Cloud of Unknowing », in An Introduction to the Medieval Mystics of Europe, Paul E. Szarmach, editor, Albany : State University of New York Press, 1984, pp. 273–91.
- (en) Conner, E., « “Goostly Freend in God” : Aelred of Rievaulx’s De Spirituali Amicitia as a Source of The Cloud of Unknowing », in A. Bartlett, J. Goebel, et. Al., (eds), Vox Mystica : Essays on Medieval Mysticism, Cambridge/MA, 1995, pp. 87-98.
- (en) Cooper, Austin, The Cloud of Unknowing: Reflections on Selected Texts, Wellwood : Burns & Oates, 1991.

Corless, R., « From Ignorance to Unknowing in The Cloud of Unknowing and the Guide to the Bodhisattva’s Way of Life », in V. Lagorio (ed.), Mysticism: Medieval and Modern, Salzburg, 1986, pp. 118-34.
- (en) Cowan, Douglas E., A Naked Intent Unto God: A Source Commentary on the Cloud of Unknowing, [États-Unis] : Aperture, 1991.
- (en) Curran, Thomas, An Introduction to The Cloud of Unknowing, Carmelite Centre of Spirituality, Dublin/Manchester : Koinonia Press, 1978.
- (en) Ellis, Roger, « Author(s), Compilers, Scribes and Bible Texts: Did the Cloud-Author Translate The Twelve Patriarchs ? », The Medieval Mystical Tradition in England, V., 1992, ed. by Marion Glasscoe, Cambridge : D. S. Brewer, 1992, pp. 193-221.
- (en) Emery, Kent, « The Cloud of Unknowing and Mystica Theologia », in The Roots of The Modern Christian Tradition, ‘The Spirituality of Western Christiandom, II’, ed. by E. Rozanne Elder, introduction by Jean Leclerc, Kalamazzo, Michigan : Cistercian Publicarions, 1984.
- (en) Englert, Robert William, Scattering and Oneing: a Study of Conflict in the Works of the Author of The Cloud of Unknowing, Institut fur Anglistik und Amerikanistik, Salzburg : Universitat Salzburg, 1983. « Of Another Mind : Ludic Imagery and Spiritual Doctrine in the Cloud of Unknowing », in Studia Mystica, vol. III, n° 1, California State University, Sacramento, CA, Printemps 1985, pp. 3–12.
- (en) Elwin, H.V.H., Christian Dhy~na ; or Prayer of loving regard, London : SPCK, 1930.
- (en) Forman, Robert K., « Mystical Experience in the Cloud Literature, The Medieval Mystical Tradition in England, IV, 1987, ed. by Marion Glasscoe, Cambridge : D. S. Brewer, 1987, pp. 177-195.
- (en) Fowler, M., « Buddhist Meditation and The Cloud-author’s Prayer of Love », Downside Review, 113, 1995, pp. 289-308.
- (en) Garay, E. Kathleen, « “A Naked Intent Unto God”: Ungendered Discourse in Some Late Medieval Mystical Texts », Mystics Quarterly, V 23, n° 2, Waikato, New Zealand, : The University of Waikato, June 1997, pp. 36-51.
- (en) Gardner, H. L., « Walter Hilton and the authorship of the ‘Cloud of Unknowing’», Review of English Studies, Vol. IX, 1933, pp. 129-47.
- (en) Gregg, W., « The Presence of the Church in The Cloud of Unknowing », American Benedictine Review, n° 43, 1992, pp. 184-206.
- (en) Hodgson, Phyllis, ed., Review of The Cloud of Unknowing, Medium Aevum, XVI, 1947, pp. 36-42. « Walter Hilton and the ‘Cloud of Unknowing’, a problem of authorship reconsidered », Modern Language Review, L, 1955, pp. 395-406, Three Fourteenth-Century English Mystics, Bibliographical Series of Supplements to ‘British Book News’ on Writers and their Work, n° 196, London: Longmans, Green & Co for The British Council and the National Book League, 1967.
- (en) Hogg, James s.j., « Richard Methley’s Latin Translations: The Cloud of Unknowing and Porete’s The Mirror of Simple Souls, Studies in Spirituality, n° 12, Louvain : Peeters Publishers, 2002, pp. 82-104. « The Latin Cloud », The Medieval Mystical Tradition in England, Darlington 1984, D. S. Brewer, Woodbridge, 1984, pp. 104-115.
- (en) Johnston, William, The Mysticism of The Cloud of Unknowing, for. by Thomas Merton, Wheathampstead, Hertfordshire: Anthony Clarke Books, 1967. traduction française : La Mystique du Nuage d'inconnaissance, Avant-propos de Thomas Merton, trad. Alain Sainte-Marie, éditions du Carmel, 2009.  (ISBN 978-2847131109)
- (en) Knowles, David, « The Excellence of The Cloud of Unknowing », Downside Review, LII, January 1934, pp. 71-92.
- (en) Kocijani Pokorn, Nike, « The Cloud of Unknowing in Dialogue With Post-Modernism », in English Theology and Theology and the Curriculum, ed. by Liam Gearon, London-New York : Cassell, pp. 124-35, (également disponible sur www.kud-logos.si).
- (en) Lees, Rosemary Ann, The negative language of the Dionysian school of mystical theology: an Approach of The Cloud of Unknowing, Institut fur Anglistik und Amerikanistik, Salzburg : Universitat Salzburg, 1983.
- (en) Llewlyn, Robert, With Pity Not With Blame; The spirituality of Julian of Norwich and The Cloud of Unknowing for Today, London : Darton, Longman & Todd, 1994.
- Martin, Denise, « Le Nuage de l’Inconnaissance », I. R. I. S. (Interdisciplinary Research on Imagery and Sight), actes du colloque d’Amsterdam, « L’homme face au mystère », pp. 17-21, 1995. « Le Nuage de l’Inconnaissance », in La Vie spirituelle, n° 622, tome 131, « Les mystiques anglais », Paris : Editions du Cerf, sept./oct. 1977. Portrait de mystique d’après The Cloud of Unknowing, Mémoire de DEA d’anglais médiéval, sous la direction d’André Crépin, Paris IV-Sorbonne, s. d.
- (en) McCann, Justin, “The Cloud of Unknowing”, Ampleforth Journal, XXIX, 1924, pp. 192–197.
- (en) Meninger, William A., O.C.S.O., The Loving Search for God, Contemplative Prayer and the Cloud of Unowing, Foreword by Theophane the Monk, New York : Continuum, 1994.
- (en) Minnis, Alastair J., « The Sources of The Cloud Of Unknowing: A Reconsideration », in The Medieval Mystical Tradition in England, ed. Marion Glasscoe, The University of Exeter, 1982, pp. 63–75.
- (en) Morris, T. J., « Rhetorical Stance: An Approach to The Cloud of Unknowing and Its Related Treatises », Mystics Quarterly, The University of Iowa, V 15, n° 1, March 1989, pp. 13–20.
- (en) Nieva, Constantino Sarmiento, This Transcending God: The Teaching of the Author of the Cloud of Unknowing, forwards by Christopher Butler O.S.B., Gervais Dumeige S.J. and David Knowles, O.S.B., London : Mitre Press, 1971.
- (en) Noetinger, M., « The Authorship of The Cloud of Unknowing », Blackfriars, 1924.
- (en) Norquist, B., « The Cloud’s Widening Circulation and Association with People of Distinction, Downside Review, 112 (1994), pp. 284-308.
- (en) Rissanen, Paavo, « The Prayer of Being in The Cloud of Unknowing », Mystics Quarterly, V 13, n° 3, September 1987, pp. 140-45.
- (en) Rogers, Daniel J., « Psychotechnological Approaches to the Teaching of the Cloud-author and to the Showings of Julian of Norwich », in The Medieval Mystical Tradition in England, ed. by Marion Glasscoe, The University of Exeter, 1982, pp. 143-60.
- (en) Rovang, Paul R., « Demithologizing Metaphor in the Cloud of Unknowing », Mystics Quarterly, V 18, n° 4, The University of Cincinnati, December 1992, pp. 131-37.
- Sainte-Marie, Alain, « Les Mots pour le dire : exprimer l’ineffable dans le Nuage de l’Inconnaissance » in Paroles et silences dans la littérature anglaise du Moyen Âge, textes réunis et présentés par Leo Carruthers et Adrian Papahagi, Publications de l’Association des Médiévistes Anglicistes de l’Enseignement Supérieur, AMAES, HS 10, Paris, 2003, pp. 235-47. L’Amour qui fait aimer l’Amour dans le Nuage de l’Inconnaissance », in  Les Fous d’amour dans la littérature médiévale européenne et proche-orientale, Actes du Colloque CNRS & Université de Paris IV-Sorbonne, UPRESA 8092, « Etude et éditions de textes du Moyen Age », L’Harmattan, Paris, 2007.« Le Nuage de l’Inconnaissance, vers une redécouverte de la dimension spirituelle de l’être humain », La Vie spirituelle, n° 752, Editions du Cerf, Paris, 2004.
- (en) Sikka, Sonya, « Transcendence in Death : A Heideggerian Approach to Via Negativa in The Cloud of Unknowing », The Medieval Mystical Tradition in England, V., 1992, ed. by Marion Glasscoe, Cambridge : D. S. Brewer, 1992, pp. 179–192.
- (en) Smart, N., « What Would Buddhaghosa Have Made of The Cloud of Unknowing ? » in St. Katz (ed.), Mysticism and Language, New York, 1992, pp. 103–22.
- (en) Taylor, Cheryl, « The Cloud Texts and Some Aspects of Modern Theory », in Mystics Quarterly, Hamilton, New Zeland : vol. 27, n° 4, December 2001, pp. 143–53.
- Tixier, René, ‘Good gamesumli pley’: les jeux de l’amour dans The Cloud of Unknowing, Caliban, n° 24, Toulouse : Université Toulouse-Le Mirail, 1987, pp. 6–25. Mystique et pédagogie dans The Cloud of Unknowing, Thèse, 3 tomes, n° d’identification microfiche : 88NAN21012, Nancy : Université de Nancy II, 1988.
  - «“Good Gamesumli Pley”: Games of Love in The Cloud of Unknowing », trans. from the French by Victoria Hobson with the author, The Downside Review, Oct. 1990, pp. 235-253.
  - « “þis louely blinde werk”: Contemplation in The Cloud of Unknowing and Related Treatises », Mysticism and Spirituality in Medieval England, Cambridge : D.S. Brewer, 1997, pp. 107-137.
- Walsh, James s.j., « Nuage de l’Inconnaissance », Dictionnaire de spiritualité, T. XI, Paris : Beauchesne, 1982, pp. 497-508.
- (en) Watson, Katharine, « The Cloud Of Unknowing and Vedanta », The Medieval Mystical Tradition in England, ed. by Marion Glasscoe, The University of Exeter, 1982, pp. 76-101.
- (en) Will, Maika J., ‘The Role of Passivity in the Prayer of “The Cloud of Unknowing”’, Mystics Quarterly, V 19, n° 2, June 1993, pp. 63-70.
- (en) Wöhrer, Franz, « An Approach to the Mystographical Treatises of the Cloud-Author Through Carl Albrecht’s Psychology of Mystical Consciousness », The Medieval Mystical Tradition in England, ed. by Marion Glasscoe, The University of Exeter, 1984, pp. 116-35. « The Cloud of Unknowing, A Late Medieval Example of Apophatic Spiritual Guidance », Studies in Spirituality,'n° 7, Louvain : Peeters Publishers, 1997, pp. 113–144.

### Sur les mystiques anglais
- Nuth, Joan, Cinq amis de Dieu en un temps d'angoisse : les mystiques anglais du XIVe siècle, Trad. Alain Sainte-Marie, Éditions du Carmel, Toulouse, 2010 (chapitre consacré au Nuage, pp. 77–106).